# Tomás de Mercado

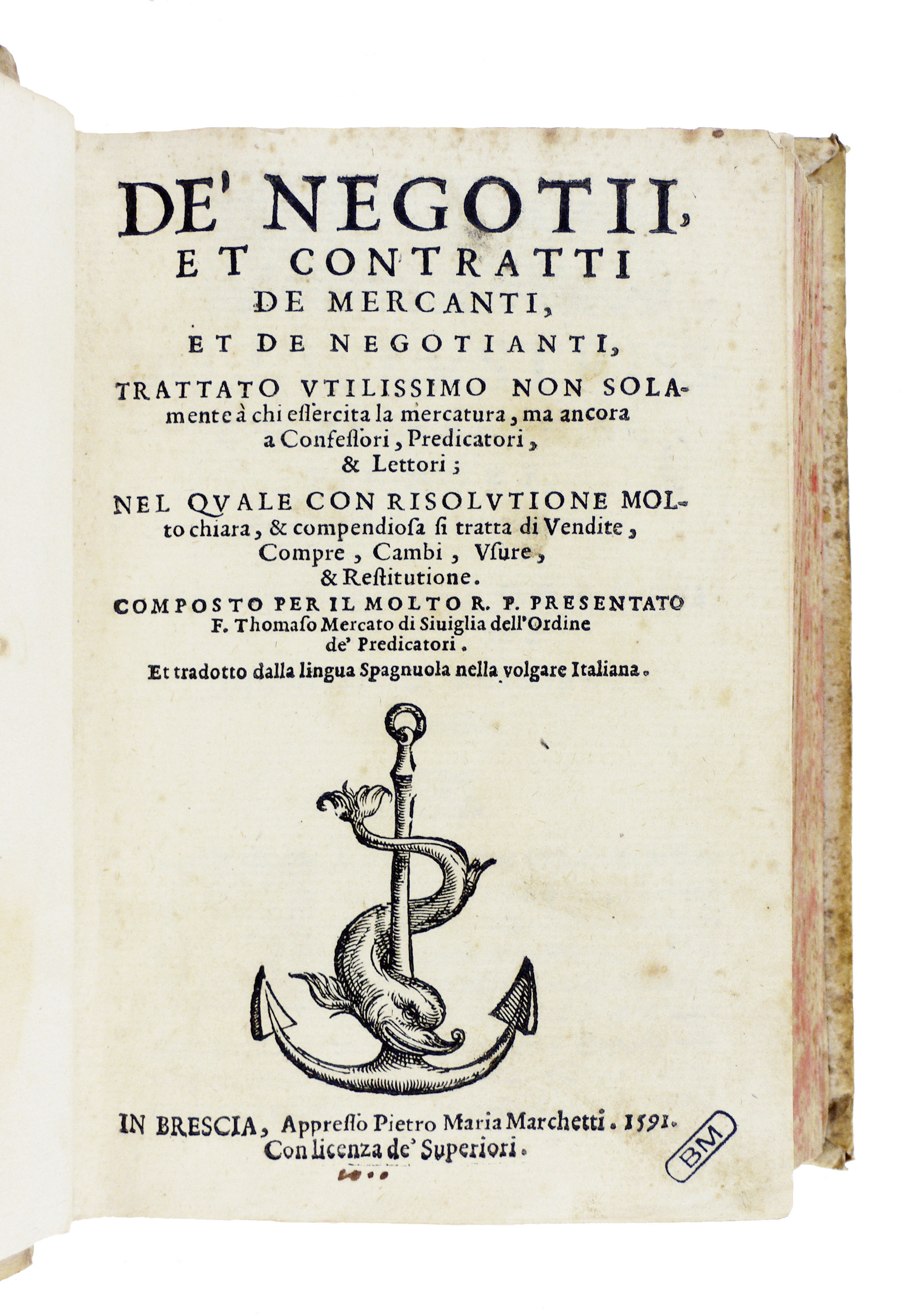
De' negotii et contratti de mercanti, 1591 (Fondazione Mansutti, Milano).

Tomás de Mercado (1530 – 1575) è stato un teologo ed economista spagnolo.

## Biografia
Appartenente alla scuola di Salamanca, nacque quasi certamente a Siviglia, ma visse in Messico dove entrò a far parte dell'Ordine dei domenicani, così da poter studiare molti casi pratici sugli aspetti di teologia morale. Tornato in Spagna, cercò una soluzione a questi problemi, che spiegò nel celebre Tratos y contratos de mercaderes y tratantes, pubblicato a Salamanca nel 1569, poi ampliato in una seconda edizione a Siviglia nel 1571 come Suma de tratos y contratos. L'opera è divisa in quattro parti principali, riguardanti i contratti, i cambi commerciali, l'usura e la restituzione dei guadagni illeciti. L'argomento centrale è il contratto di compravendita, con cui si esaminano le forme da evitare. Il trattato ebbe molta influenza sui teologi morale del XVI secolo, soprattutto a proposito dei manuali per i confessori, fino all'opera di Adam Smith e la scuola scozzese dell'economia moderna. Mercado è ritenuto uno dei primi tomisti e mercantilisti. La prima traduzione italiana è del 1569 a opera del bresciano Pietro Marchetti, ed è intitolata De' negotii et contratti de mercanti. 
Nel 1575, durante il viaggio di ritorno in Messico, morì.